# Böxlund
Böxlund (danès Bøgslund) és un municipi de l'estat alemany de Slesvig-Holstein, a l'amt Schafflund al districte de Slesvig-Flensburg. És el municipi més petit del districte. El 2022 tenia 115 habitants.